# 크테노클라두스 키르킨나투스
크테노클라두스 키르킨나투스(Ctenocladus circinnatus)는 갈파래목 크테노클라두스과에 속하는 녹조류의 일종이다. 크테노클라두스속(Ctenocladus)의 유일종이다.